# Kim Chang-ae
Kim Chang-ae (koreanisch 김창애) ist eine ehemalige nordkoreanische Tischtennisspielerin. Sie ist vierfache Asienmeisterin und gewann bei der Weltmeisterschaft 1977 mit der Mannschaft Bronze.

## Karriere
Kim trat zwischen 1972 und 1978 international in Erscheinung. Dabei nahm sie viermal an Asienmeisterschaften teil, wo sie viermal Gold, einmal Silber sowie einmal Bronze holte. Bei den Asienspielen 1974 zog sie im Doppel mit Pak Yung-sun ins Halbfinale ein. Bei Weltmeisterschaften sicherte sie sich 1977 Bronze mit dem Team, ansonsten kam Kim nicht in die Nähe von Medaillenrängen.

## Turnierergebnisse
| Verband | Veranstaltung           | Jahr | Ort          | Land | Einzel        | Doppel     | Mixed         | Team       |
| ------- | ----------------------- | ---- | ------------ | ---- | ------------- | ---------- | ------------- | ---------- |
| PRK     | Asienmeisterschaft ATTU | 1978 | Kuala Lumpur | MAS  |               | Gold       |               | Silber     |
| PRK     | Asienmeisterschaft ATTU | 1976 | Pjöngjang    | PRK  | Viertelfinale | Gold       | Viertelfinale | Gold       |
| PRK     | Asienmeisterschaft ATTU | 1974 | Yokohama     | JPN  | letzte 16     | Halbfinale |               |            |
| PRK     | Asienmeisterschaft ATTU | 1972 | Peking       | CHN  |               | Gold       | Viertelfinale |            |
| PRK     | Asienspiele             | 1974 | Teheran      | IRI  |               | Halbfinale |               |            |
| PRK     | Weltmeisterschaft       | 1979 | Pjöngjang    | PRK  | letzte 64     | letzte 64  | letzte 64     |            |
| PRK     | Weltmeisterschaft       | 1977 | Birmingham   | ENG  | letzte 32     | letzte 64  |               | Halbfinale |